# 보름스 대성당

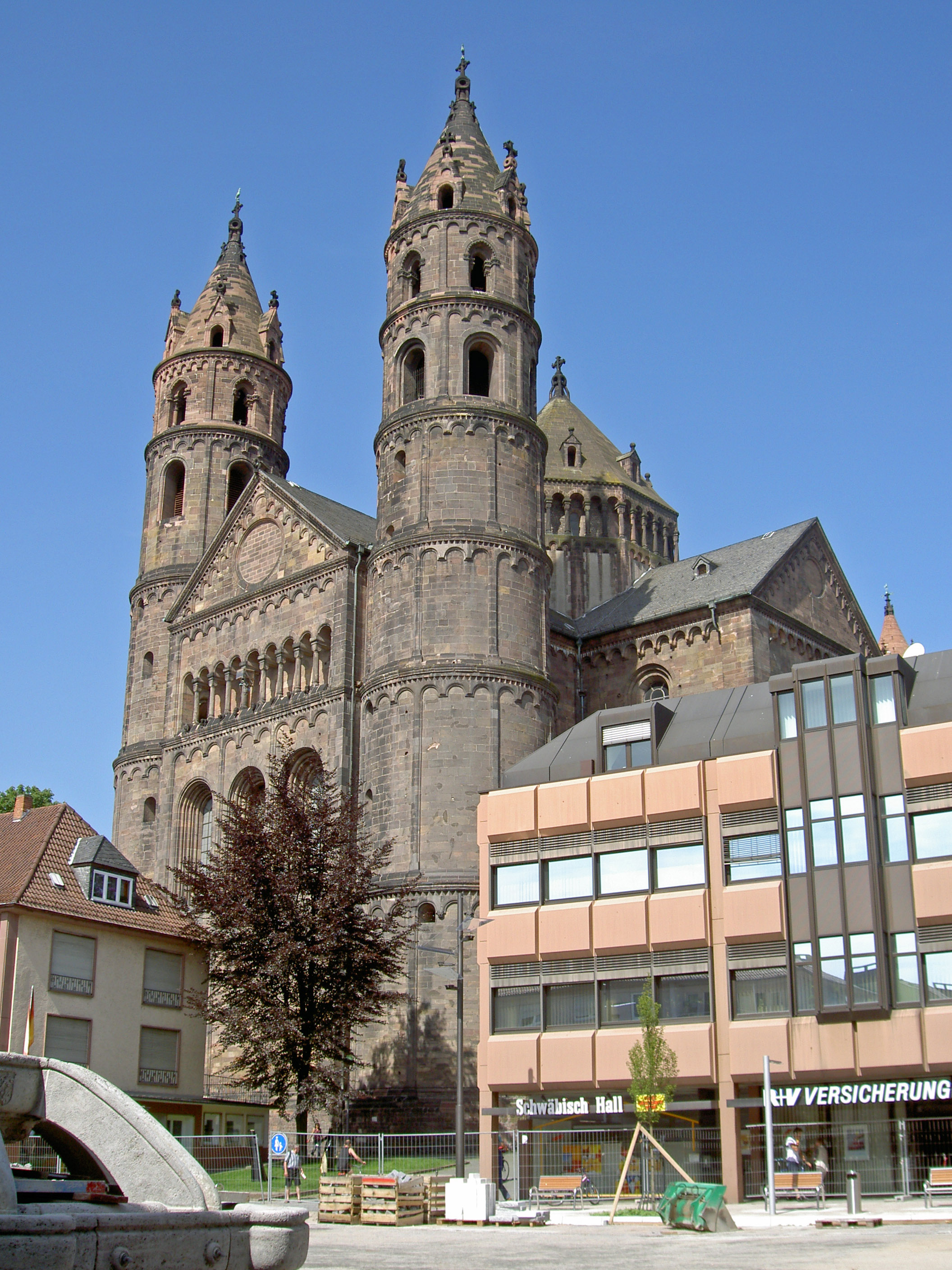
보름스 대성당의 동쪽 끝부분.

보름스 대성당(독일어: Wormser Dom)은 독일 서남부 도시 보름스에 있는 로마 가톨릭교회의 성당이다. 한때 대성당의 지위를 가지고 있었으나 현재는 마인츠 교구에 속해 있다.
보름스 대성당은 네 개의 둥근 탑과 두 개의 큰 돔 그리고 끝에 성가대석이 설치된 바실리카 양식의 형태를 갖고 있다. 내부는 붉은색 사암으로 지어졌다.
1110년에 축성된 옛 성당 건물의 잔재는 1층 평면 부분과 서쪽 탑의 저층부만 남아있다. 그 외 나머지 부분은 대부분 1181년에 완공된 것들이다. 그러나 서쪽의 성가대석 부분과 아치 부분은 13세기에 시공된 것이며, 14세기에 남쪽 정문이 추가되었고 중앙 돔이 재건되었다.
보름스 대성당은 길이가 110미터, 넓이가 27미터인데, 수랑(십자형 성당의 좌우 날개 부분) 부분까지 포함시키면 36미터이다. 회중석 부분의 높이는 26미터이고, 돔 아래부분의 높이는 40미터이다.

## 같이 보기
- 마인츠 대성당